# Casalmaggiore
Casalmaggiore es un municipio italiano de la provincia de Cremona, en la región de Lombardía. Ubicado en la orilla del río Po, tiene una población de 14 641 habitantes.

## Demografía
| Gráfica de evolución demográfica de Casalmaggiore entre 1861 y 2011 |
|                                                                     |
| Fuente ISTAT - elaboración gráfica de Wikipedia                     |

## Transportes

### Aeropuerto
Casalmaggiore está bastante lejos de los aeropuertos, el más cercano es el de Bolonia.

### Conexiones viales
La conexión vial principal es la autovía SP340-SP343 que une Mantua a Parma.

### Conexiones ferroviarias
En Casalmaggiore hay una estación de ferrocarril de la línea Brescia-Torrile.

### Transportes urbanos
En Casalmaggiore no hay buses urbanos.

## Ciudades hermanadas
Takaoka están hermanadas con las siguientes ciudades:
- Guilherand-Granges (Francia)
- Tarnów (Polonia)